# Wörschweiler

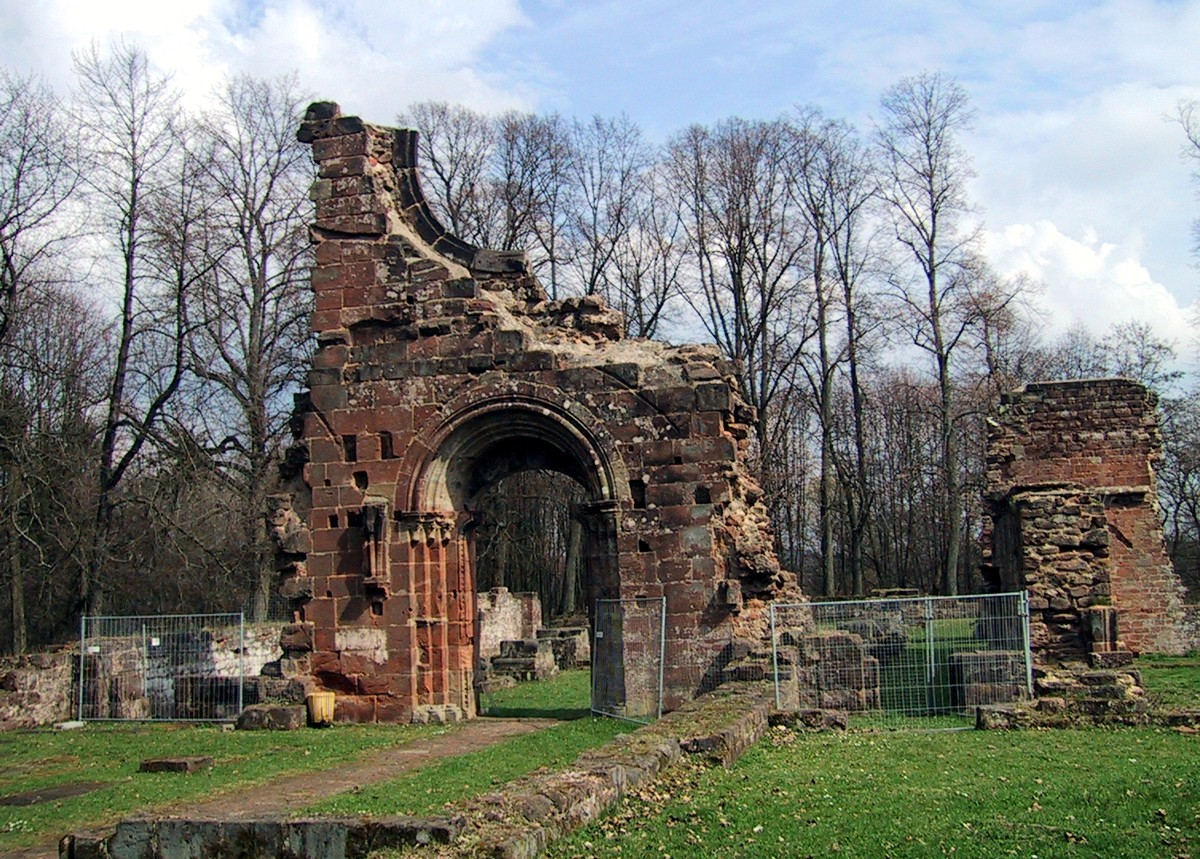
Klosterruine – Front und Eingang

Wörschweiler (im örtlichen Dialekt Werschwiller) ist ein Stadtteil  der saarländischen Kreisstadt Homburg im Saarpfalz-Kreis. Bis Ende 1973 war Wörschweiler eine eigenständige Gemeinde im Landkreis Sankt Ingbert, die heute den Status eines Gemeindebezirks mit eigenem Ortsvorsteher und Ortsräten besitzt, die allerdings den Stadtrat nur beratend unterstützen.

## Lage
Wörschweiler liegt ca. 4 km südwestlich von Homburg im Tal der Blies auf einer Höhe von 227 m ü. NHN. Nachbarorte sind Bierbach, Schwarzenacker, Beeden und Limbach. Der Ort wird von der Autobahn 8 tangiert.

## Geschichte
Seine erste historische Erwähnung fand Wörschweiler im Jahre 1131. Damals entstand das Kloster Wörschweiler, eine Stiftung des Grafen von Saarwerden. Die Reste der Zisterzienserabtei und die Ruinen ihrer gotischen Kirche sind noch heute auf dem 315 m ü. NHN hohen Klosterberg erhalten.
Im Rahmen der saarländischen Gebiets- und Verwaltungsreform wurde am 1. Januar 1974 die bis dahin eigenständige Gemeinde Wörschweiler der Kreisstadt Homburg zugeordnet und ist seitdem ein Stadtteil und ein Gemeindebezirk.

## Sehenswürdigkeiten
Auf dem Ortsgebiet von Wörschweiler liegt auch das als Baudenkmal geschützte Schloss Gutenbrunnen mit der Walburgiskapelle von 1725/26.